# Reformierte Kirche (Ohne)

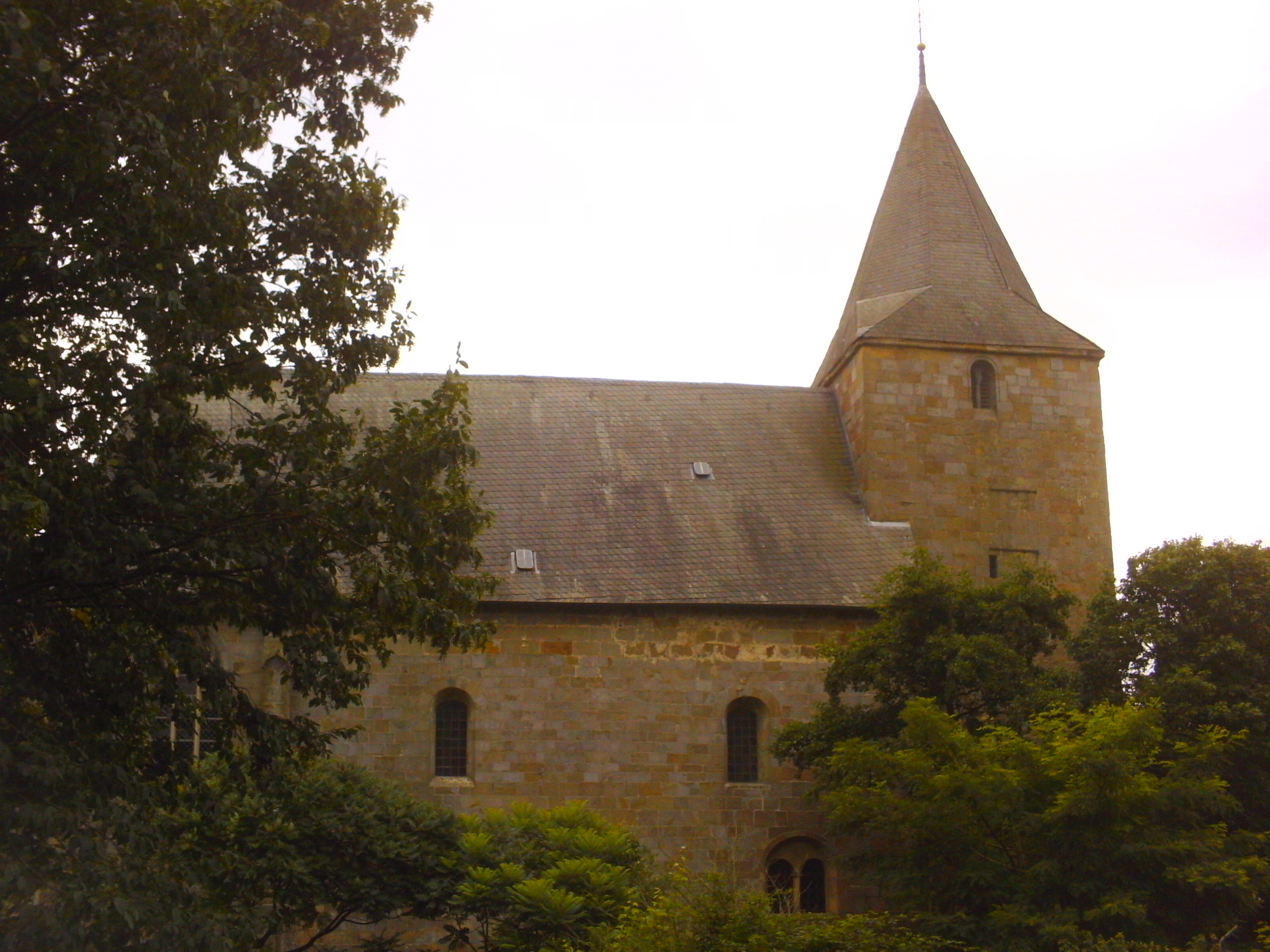
Reformierte Kirche

Die Reformierte Kirche Ohne steht in Ohne, einer Mitgliedskommune der Samtgemeinde Schüttorf im Landkreis Grafschaft Bentheim in Niedersachsen. Die Kirchengemeinde gehört zum Synodalverband Grafschaft Bentheim der Evangelisch-reformierten Landeskirche.

## Beschreibung
Der älteste Teil der Saalkirche aus Quadermauerwerk sind die zwei Joche des Mittelteils des Langhauses, das in den Jahren 1220–25 im romanischen Baustil erbaut wurde. Ende des 13. Jahrhunderts wurde der Kirchturm dem Langhaus im Westen vorgesetzt. Ende des 15. Jahrhunderts wurde der Chor mit dreiseitigem Abschluss in gotischer Bauweise anstelle des ursprünglich vorhandenen dritten Joches gebaut. Seine Wände werden von Strebepfeilern gestützt, zwischen denen sich dreiteilige Maßwerkfenster mit Fischblasen befinden. Das mit einem schiefergedeckten Satteldach bedeckte Langhaus hat kleine Bogenfenster. Der Turm ist mit einem achtseitigen spitzen Helm bedeckt. Dicht unter seinem Dachgesims befinden sich als Biforien gestaltete Klangarkaden. Der Innenraum des Langhauses ist mit einem Kreuzgratgewölbe überspannt. Zur Kirchenausstattung gehören eine Kanzel und ein Abendmahlstisch aus dem 17. Jahrhundert. Das Taufbecken stammt aus dem 13. Jahrhundert.